# Индо-Австралийска плоча
Индо-Австралийската плоча е тектонска плоча, включваща континента Австралия, околния океан и Индийския субконтинент с прилежащите му водни площи. Образувана е от сливането на Индийската и Австралийската плочи преди около 43 милиона години.

## Движение и граници
Източната част (Австралия) се движи на север с около 5,6 cm на година, докато западната част (Индия) се движи с 3,7 cm на година, тъй като я възпрепятстват Хималаите. Това диференциално движение води до свиване на бившата плоча близо до центъра ѝ при Суматра и разделяне на плочата на Индийска и Австралийска.
Трета плоча, позната като Козирог, вероятно също се отделя от западната част на Индийската плоча в хода на продължителното разделяне на Индо-Австралийската плоча.
Има лека промяна в посоката на плочата при Окланд, очевидно поради леката ѝ деформация там, където се компресира от Тихоокеанската плоча. Югоизточната част има конвергираща граница с Тихоокеанската плоча, която се подпъхва под Австралийската плоча, образувайки падини Тонга и Кармадек и успоредните с тях островни дъги Тонга и Кармадек. Субдукцията е повдигнала и източната част на Нова Зеландия (Северен Остров).
Континентът Зеландия, който се отделя от Австралия преди около 85 милиона години и се простира от Нова Каледония на север до Новозеландските субантарктични острови на юг, днес е отделен чрез трансформен алпийски разлом.
На юг дивергентната граница с Антарктическата плоча образува средноокеански хребет. Западният край на Индийската плоча има трансформационна граница с Арабската плоча на север. Дивергентната граница с Африканската плоча на юг образува хребет.

### Разделяне
Последните проучвания и доказателства от сеизмичните събития (като земетресенията в Индийския океан от 2012 г.) сочат, че Индо-Австралийската плоча може би се е разделила на две или три отделни плочи, главно поради напрежение, породено от сблъскване на Индо-Австралийската плоча с Евразийската при Хималаите.